# خيرخواجة سفلي
خيرخواجة سفلي (بالفارسية: خیرخواجه سفلی) هي قرية تقع في غلستان في إيران. يقدر عدد سكانها بـ 320 نسمة بحسب إحصاء 2016.